# Рыщенков, Александр Георгиевич
Александр Георгиевич Рыщенков (род. 27 марта 1959) — российский актёр театра и кино. Заслуженный артист Российской Федерации (2018).

## Биография
Александр Рыщенков родился 27 марта 1959 года в г. Куйбышеве (ныне Самара). В детстве занимался в драматической студии при клубе им. революции 1905г.(ныне ДК железнодорожников). В 1980 году окончил Театральное училище имени Щукина (курс А. А. Казанской). В том же году вошёл в труппу театра имени Евг. Вахтангова.
В кино дебютировал в 1981 году, сыграв роль Юры-молодожёна в остросюжетном фильме «34-й скорый».

### Семья
- Дочь — Екатерина Рыщенкова (род. 1978)
- Дочь — актриса Мария Рыщенкова (род. 1983)

## Награды
- Медаль ордена «За заслуги перед Отечеством» II степени (30 ноября 2011 года) — за большие заслуги в развитии отечественной культуры и искусства, многолетнюю плодотворную деятельность[1]
- Заслуженный артист Российской Федерации (29 июня 2018 года) — за большой вклад в развитие отечественной культуры и искусства, средств массовой информации, многолетнюю плодотворную деятельность[2]
- Благодарность Президента Российской Федерации (20 сентября 2021 года) — за большой вклад в развитие отечественной культуры и искусства, многолетнюю плодотворную деятельность[3].

## Работы в театре

### Театр им. Вахтангова
- «Мистерия-Буфф» — Человек будущего
- «Правда памяти» — Строитель
- «Роза и Крест» — Слуга просцениума
- «Анна Каренина» — Слуга просцениума
- «И дольше века длится день» — Жуаньжуан
- «Раненые» — Шевелев, военврач
- «Мария Тюдор» — Вельможа
- «Русь! Браво!» — Серега
- «Дело» — Нелькин
- «Закат» — Левка Кацап
- «Два часа в Париже» — Котильяр
- «Белый кролик» — Сандерсон, врач
- «Проделки Скапена» — Леандр
- «Али-Баба и сорок разбойников» — Али-Баба
- «Notre amour» — Наша любовь
- «Левша» — Павлин Хлыщ
- «Король-олень» — Чиголотти
- «За двумя зайцами…» — Панас, друг Голохвостого
- «Принцесса Турандот» — Калаф, сын Тимура
- «Царская охота» — Капитан Снарк
- «Королева красоты» — Пато Дули
- «Всюду деньги, деньги, деньги…» — Василиск Перцов
- «Троил и Крессида» — Диомед
- «Маскарад» — Казарин
- «Люди как люди» — Муратов
- «Цена" Пристань» — Виктор Франц
- «Обычное дело» — Сержант

## Фильмография
1. 1981 — 34-й скорый — Юра, молодожён
2. 1981 — Ожидаются похолодание и снег
3. 1981 — Повести Белкина. Выстрел — офицер (в титрах А.Ращенков)
4. 1981 — Полесская хроника (Фильм 1-й «Люди на болоте») — эпизод
5. 1982 — Мистерия-Буфф — человек будущего
6. 1983 — Вольный ветер — Микки
7. 1983 — Потоп — Чарли
8. 1985 — Исполнить свой долг — Попов Иван Васильевич, рабочий-большевик
9. 1991 — Московская любовь — эпизод
10. 1992—1997 — Мелочи жизни — Игорь, сын Шведова
11. 2001 — За двумя зайцами — Панас, друг Голохвастого
12. 2004—2013 — Кулагин и партнёры — эпизоды
13. 2005 — Аэропорт — VIP-пассажир-дебошир
14. 2005 — Сыщики 4 (фильм 3-й «Ледяное пламя») — Бобриков
15. 2005 — Шекспиру и не снилось — Дмитрий Семёнович, слуга
16. 2006 — Большие девочки (9-я серия «Счастливый билет») — милиционер
17. 2008—2012 — Обручальное кольцо — главврач психбольницы
18. 2009 — Деревенская комедия — Кузьмич
19. 2011 — Пристань (фильм-спектакль) — Виктор Франк
20. 2014—2015 — Склифосовский — Илья Ефимович Звягинцев